# Borda (edificio)

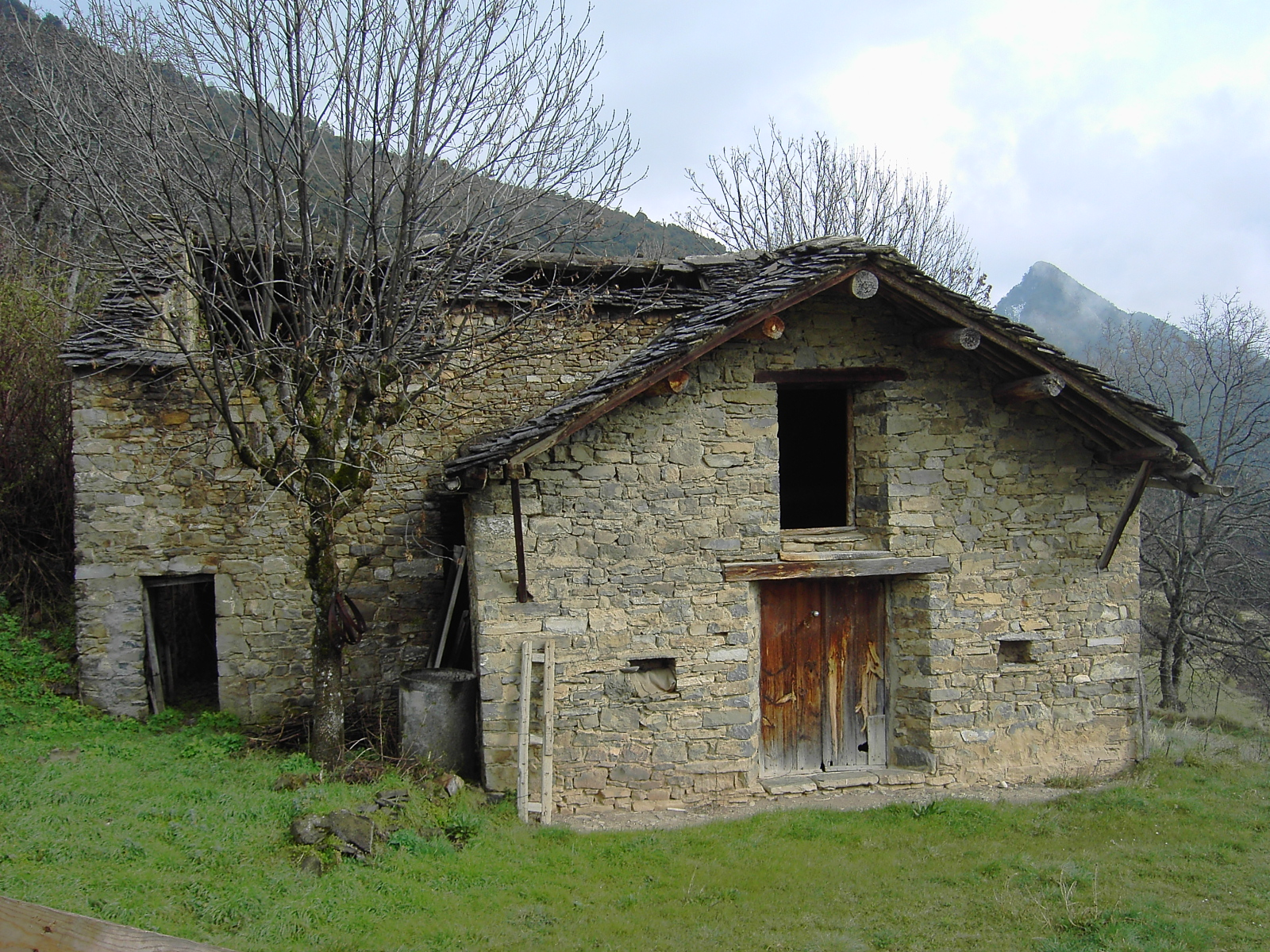
Una borda en el valle de Vió, Huesca, Aragón.

Una borda es un nombre genérico utilizado en el Pirineo para la edificación empleada generalmente para resguardar el ganado o para almacenar productos agrícolas, especialmente comida para los animales.
Se trata de una construcción rural aislada de dos plantas y construida en piedra y madera, con tejado de pizarra. Habitualmente era edificada a una cierta altura para aprovechar los pastos.
Se las conoce en los Pirineos por este nombre en Occitania, el País Vasco, Navarra, Aragón, Cataluña y Andorra.
Muchas bordas han sido abandonadas a consecuencia de la decadencia de las prácticas agrícolas tradicionales y de los cambios en la forma de vida en las zonas rurales durante la segunda mitad del siglo XX.

## Etimología
La palabra borda proviene del fráncico *bord.

## Tipos de bordas

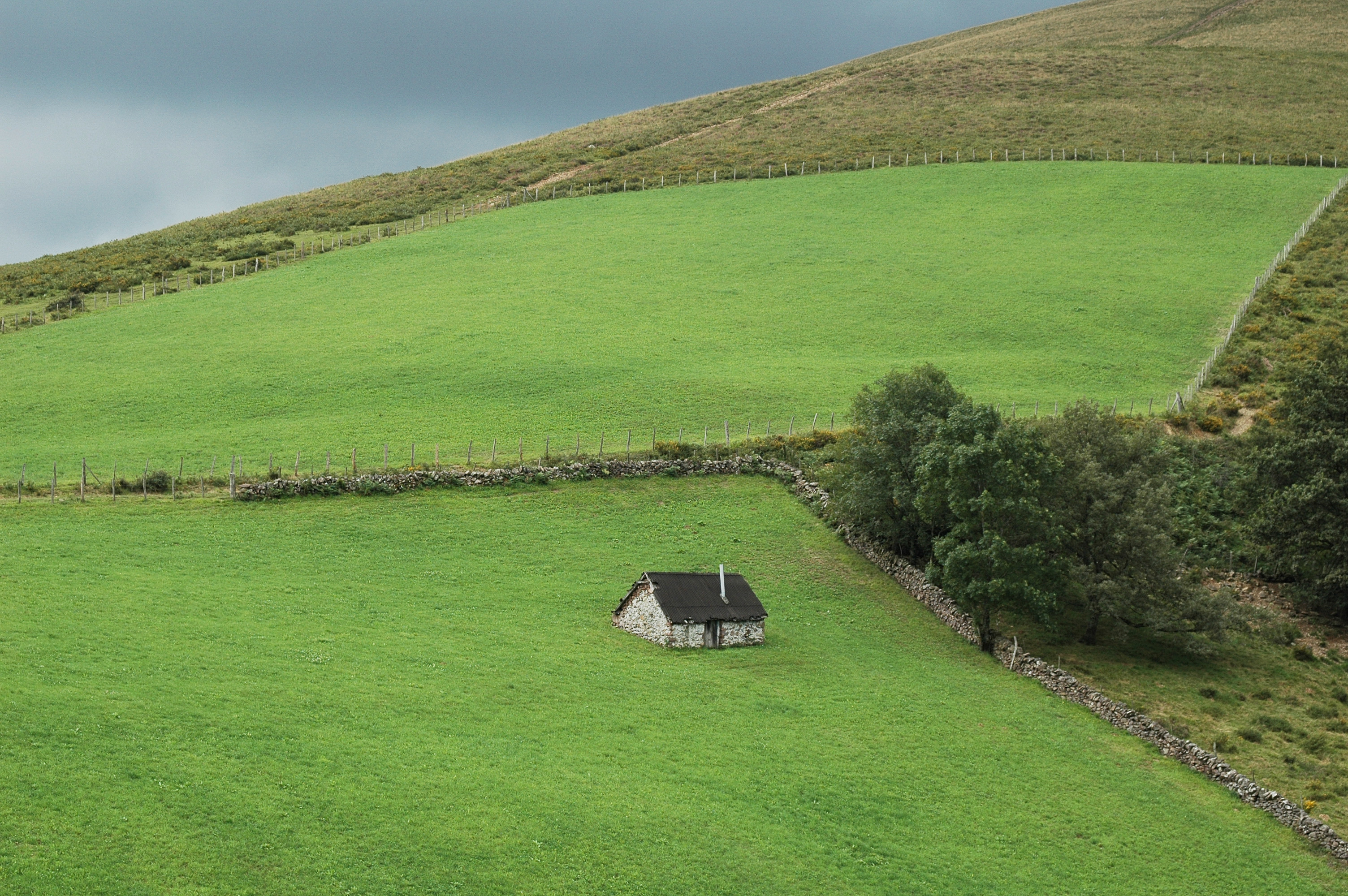
Borda en Mendive, Pirineos Atlánticos.

Normalmente la planta baja de la borda sirve para alojar el ganado y la alta para almacenar el heno recogido en verano y los utensilios agrícolas.
Los usos tradicionales de estos edificios eran variados. Se guardaba hierba y las mieses antes de la trilla, mientras que en otros lugares se guardaban animales domésticos. El uso cotidiano hace que se encuentren muy cercanas a las localidades y a su vez rodeando las eras para revolver el grano después de trillarlo.
En los Pirineos y zonas circundantes, especialmente en el Pallars y Andorra, una borda es una casa de ganaderos, en contraste con una masía o casa de labradores que se dedican al cultivo de la tierra.

## Uso del término
La palabra borda también se utiliza como término geográfico, siendo costumbre que la presencia de una borda, normalmente habitada, diese nombre a una zona montañosa, como una coma, umbía, valle o vaguada. Un ejemplo la Borda (Solsona).
En la Edad Media una borda era un mas o explotación rural marginal en Cataluña; muchas veces la borda era considerada como medio más. Los documentos de la Baja Edad Media de muchas comarcas de la antigua Gòtia hacen mención de la existencia de bordas, mientras se habla de los cortijos y de las aparcerías.

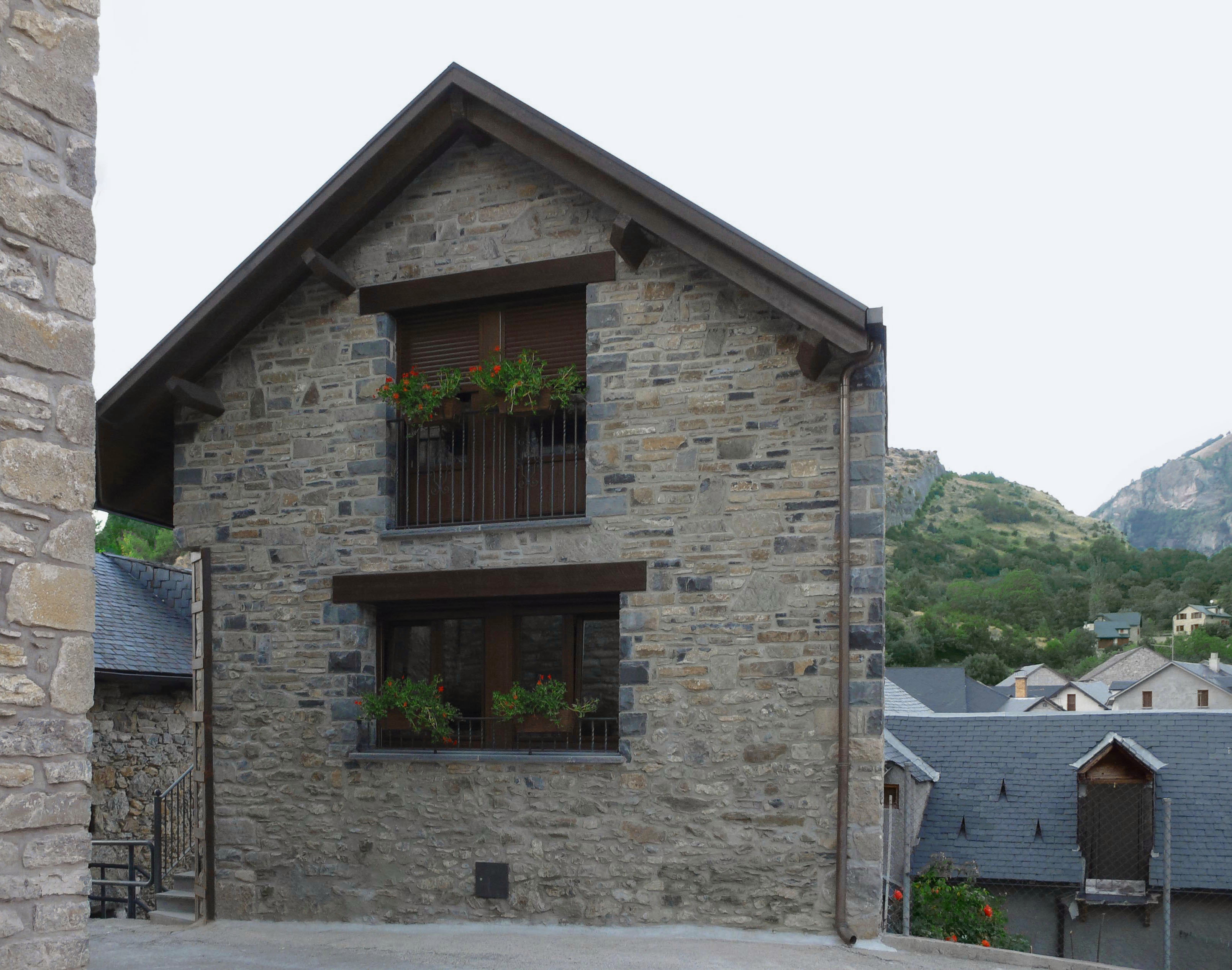
Ejemplo de borda rehabilitada en Hoz de Jaca

## Rehabilitaciones

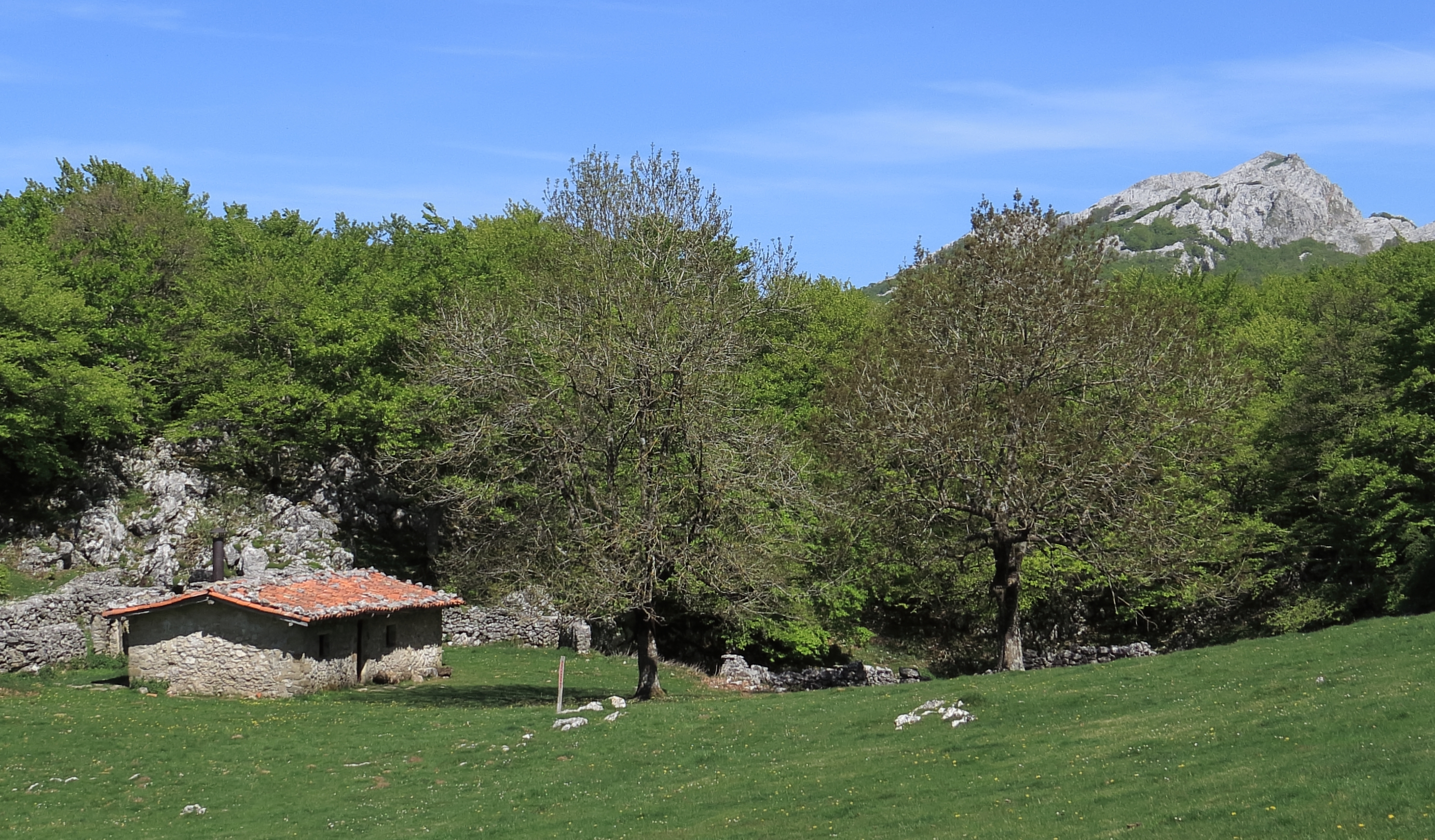
Borda en el monte Aratz, Álava, País Vasco.

En los últimos años, algunas bordas han sido reconstruidas y transformadas en segundas viviendas, en pequeñas casas rurales o en restaurantes.
Sin embargo, muchas bordas se han dejado caer en ruinas durante las últimas décadas, principalmente a causa de hallarse en lugares inaccesibles por carretera.